# 室女座10
室女座10，又名BD+02 2517，HD 105639、SAO 119245、HR 4626，是室女座的一颗恒星，视星等为5.95，位于銀經279.54，銀緯62.86，其B1900.0坐标为赤經12h 4m 33.8s，赤緯+2° 62.86′ 34″。